# Alain Louyot
Pour les articles homonymes, voir Louyot.
 (juin 2024).
Si vous disposez d'ouvrages ou d'articles de référence ou si vous connaissez des sites web de qualité traitant du thème abordé ici, merci de compléter l'article en donnant les références utiles à sa vérifiabilité et en les liant à la section « Notes et références ».
Alain Louyot est un grand reporter français et correspondant de guerre né en 1948.

## Biographie
Alain Louyot a été journaliste économique et de politique étrangère pendant 40 ans : journaliste à RMC, RFI, RTL, La Vie française, correspondant de guerre, grand reporter au Point de 1972 à fin 1985 (Prix Albert-Londres en 1985), rédacteur en chef adjoint puis rédacteur en chef à L’Express (1986-2005) et directeur des rédactions de L’Expansion (jusqu’à fin 2009, prix du meilleur magazine économique de l’année). Il rejoint l’agence Elan en 2010, en tant que vice-président.
Alain Louyot a deux enfants d'un premier mariage avec Marie-Claude G. : Xavier (1972) puis Guillaume (1978) et deux autres de son second mariage avec Laurence D. : Alexandre et Hadrien (1991, nés le même jour). Il réside en France à côté de Paris.
Alain Louyot est par ailleurs l’auteur de plusieurs ouvrages et participe à divers jurys : Institut d'études politiques de Paris, Institut pratique du journalisme (IPJ), membre à vie du jury du Prix Albert-Londres et vice-président du bureau de l’Association Albert Londres (2010).

## Publications
- Enquête Sur Trois Secrets D'état, Jacques Derogy, Jean-Marie Pontaut, Avec La Collaboration D'Alain Louyot (Prix Albert-Londres 1985)
- Gosses de guerre, Robert Laffont, Paris, 1989. 245 p.  (ISBN 2-221-05864-X), Grand Prix de l'UNICEF et Prix Vérité 1989 de la ville de Le Cannet
- La Palestine : les enjeux de la situation actuelle, Hachette (coll. « Qui, quand, quoi ? »), Paris, 1995. 79 p. (BNF 35781211)
- "L'Afrique du Sud"(Hachette; Paris 1995)[pourquoi ?]
- Israël : un pays pour idéal, Hachette (coll. « Qui, quand, quoi ? »), Paris, 1996. 79 p.  (ISBN 2-01-291611-2)
- Carnets de la passagère, récit, Éditions Grasset & Fasquelle, 2010,  (ISBN 978-2-246-74361-3)
- "Histoire de l'Adoption " (Editions François Bourin 2012)